# Dân Quyền, Triệu Sơn
Dân Quyền là một xã thuộc huyện Triệu Sơn,Thanh Hóa.
Dân Quyền là một xã thuần nông, trên địa bàn xã còn các trại chăn nuôi, khu công nghiệp triệu sơn, khu sản xuất gạch.

## Hành chính và giáo dục
Dân Quyền gồm có 10 thôn. Trụ sở UBND đặt ở trung tâm xã
Dân Quyền giáp với xã Đông Hoàng (thành phố Thanh Hóa), Dân Lý, Dân Lực (Triệu sơn), Thiệu Lý, Thiệu Viên của huyện Thiệu Hóa. Trên địa bàn xã có trường Cao đẳng Nông Lâm Thanh Hóa 
Trên địa bàn chia ra làm 10 thôn ( gồm 3 làng ) Làng Sơn Hà Gồm :Thôn 10, Thôn 9, Làng Thiết cương  Gồm: Thôn 8,Thôn 7, Thôn 6, Làng Bồ Hà  Gồm: Thôn 5, Thôn 4, Thôn 3, Thôn 2, Thôn 1
khu công nghiệp Triệu Sơn...và được Ủy ban mặt trận Tổ Quốc Việt Nam trao tặng xã Anh hùng ,có công trong công cuộc kháng chiến chống Pháp và chống Mỹ.
Xã có 2 trường tiểu học và 1 trường trung học cơ sở đào tạo cho học sinh trong xã. Có Sông Hoàng (hay còn gọi là Sông Nhà Lê)chạy dọc theo xã chảy qua Cầu Thiều có quốc Lộ 47 đi qua. Đình Nghè thờ thành Hoàng Làng Sơn Hà ở thôn 10 được ủy ban mặt trận tổ quốc tỉnh trao tặng danh hiệu điêu khắc

## Kinh tế
Kinh tế xã không được phát triển do nhân dân không có nghề phụ. Tuy có khu sản xuất gạch và khu công nghiệp nhưng chưa cung cấp được hết các công ăn việc làm cho nhân dân trong xã chính vì thế. Vào dịp nông nhàn có rất nhiều người vào Thành phố Hồ Chí Minh làm thuê và kéo theo đó là các hệ luỵ của nó.

Khu vực trung tâm nhất của xã là xóm 6 và xóm 8, nhưng kinh tế vững mạnh nhất thuộc về xóm 9 và xóm 10 hay còn gọi ( Làng sơn Hà ) , có rất nhiều việt kiều đi làm ăn sinh sống ở nước ngoài hàng năm kiều hối gửi về hàng triệu mỹ kim , đã góp phần làm đổi mới cho bộ mặt làng xã. Tuy nhiên kinh tế vẫn phụ thuộc vào nghề nông không có nghề phụ, nên phần đông vẫn còn rất nhiều hộ nghèo.

## Giao thông
Trên địa bàn xã có quốc lộ 47 chạy qua, có tuyến đường liên huyện, liên xã.
Xã này nằm bên tuyến kênh Nhà Lê, là tuyến đường thủy đầu tiên trong lịch sử Việt Nam từ kinh đô Hoa Lư đến Đèo Ngang và được xem là tuyến đường Hồ Chí Minh trên sông vì những đóng góp cho các cuộc chiến tranh của người Việt.

## Y tế
Có một trạm y tế đạt chuẩn quốc gia, chăm sóc tốt sức khoẻ ban đầu cho nhân dân trong xã.nhưng đa phần hắt hơi sổ mũi đều lên tuyến trên.

## Chợ Chuộng
Hàng năm, vào ngày mùng 6 Tết, trên bãi đất bồi nằm sát mép tả con sông Nhà Lê thuộc địa phận xã Đông Hoàng, huyện Đông Sơn, giáp ranh với xã Dân Quyền lại diễn ra phiên chợ duy nhất trong năm (tương tự như chợ Viềng ở Nam Định), tương truyền có từ thời vua Lê Lợi, mà dân địa phương gọi là "chợ Chuộng" và thường tụ hội để mua may bán lộc đầu năm.

## Tệ Nạn Xã Hội
xã Dân Quyền có rất nhiều tệ nạn xã hội, gây ảnh hưởng rất nhiều đến sinh hoạt đời sống của nhân dân và địa phương lân cận, xuất hiện các tệ nạn xã hội như : nghiện hút, trộm cắp, cờ bạc, lô đề...http://conganthanhhoa.gov.vn/tin-tuc-su-kien/tin-an-ninh-trat-tu/cong-an-huyen-trieu-son-phat-hien-bat-qua-tang-2-vu-3-doi-tu.html